# Similitudine (ingegneria)

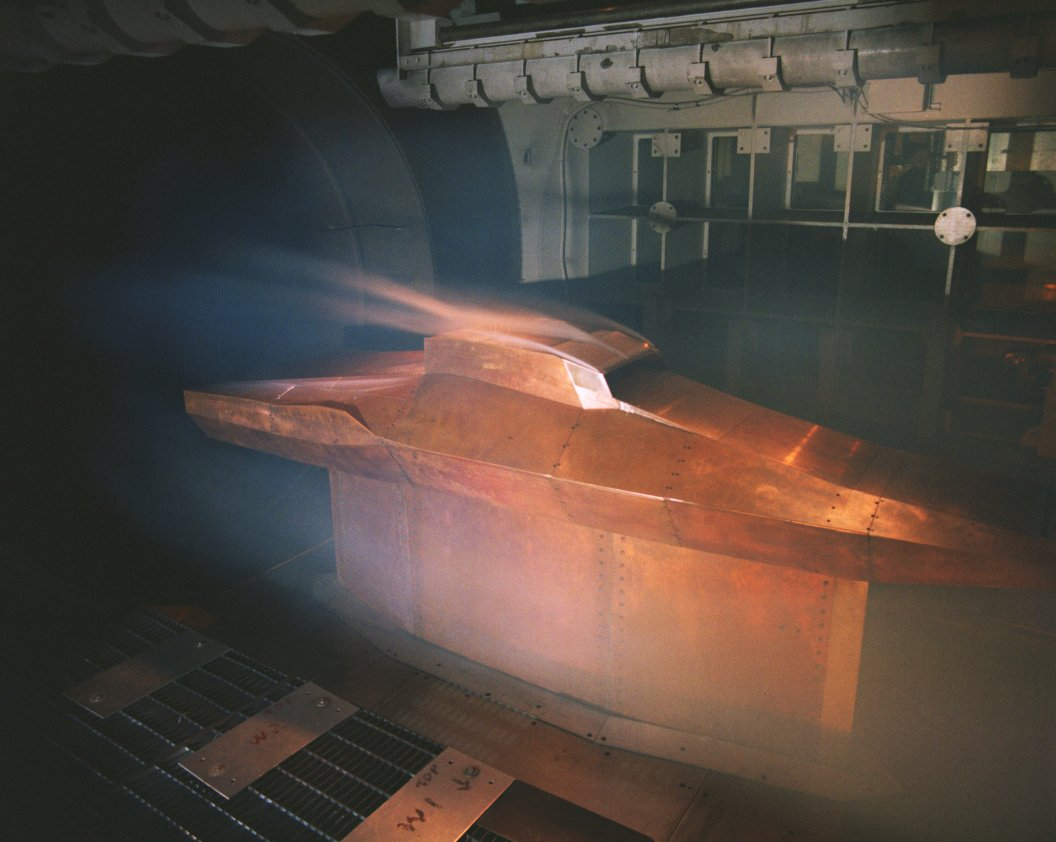
Test in galleria del vento di un X-43, effettuato rispettando la similitudine dinamica tra il modello e il sistema reale.

La similitudine è un concetto utilizzato in ambito ingegneristico, grazie al quale si descrive un sistema reale tramite un modello fisico in scala rispetto al sistema reale.
A sua volta si parla di similitudine geometrica, cinematica e dinamica a seconda del tipo di grandezze fisiche che sono conservate nel modello.
Le principali applicazioni del concetto di similitudine riguardano l'idraulica e l'ingegneria aerospaziale, in cui si effettuano delle prove inerenti alle condizioni di flusso dei fluidi utilizzando dei modelli in scala. Nel caso si voglia studiare l'aerodinamica di un modello, i collaudi vengono effettuati nella galleria del vento.

## Il modello
Grazie all'impiego di modelli in scala si possono studiare complessi problemi di fluidodinamica, anche quelli che non possono essere studiati tramite simulazioni numeriche al computer o tramite tecniche di calcolo. Spesso è conveniente oppure necessario usare modelli in scala ridotta rispetto all'originale, ma non sempre.
Mentre la geometria del modello può essere facilmente scalata, altre quantità, come la pressione, la temperatura, la velocità, e la natura del fluido, non sono immediatamente scalabili. La similitudine viene raggiunta quando le condizioni provate sono tali che il risultato dell'esperimento può essere applicato alla progettazione reale.

## Scale-up

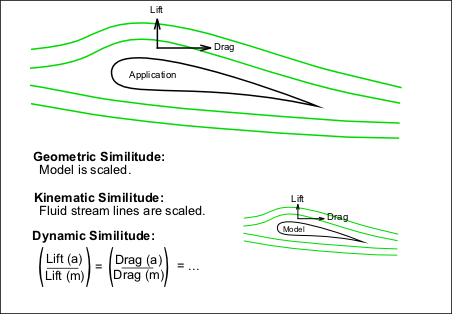
Condizioni da rispettare nello scale-up.

L'operazione di applicare i risultati della prova in scala al sistema reale viene detta scale-up (o scaling-up).
Le condizioni che devono essere rispettate nello scale-up sono le seguenti:
- similitudine geometrica: il modello conserva la stessa forma del sistema reale;
- similitudine cinematica: i regimi di flusso nel modello in scala e nel sistema reale, ovvero le loro linee di flusso, sono simili;
- similitudine dinamica: i rapporti di tutte le forze che sono esercitate sulle particelle del fluido e sulle superfici di contorno del modello in scala e del sistema reale sono costanti.

Perché si abbia similitudine dinamica è necessario che sia rispettata sia la similitudine geometrica, sia la similitudine cinematica.
Per soddisfare le condizioni sopra citate il sistema viene ad essere analizzato, identificando dapprima tutti i parametri, usando i principi della meccanica del continuo.
Viene quindi sfruttata l'analisi dimensionale per esprimere il comportamento del sistema con il numero minore possibile di variabili indipendenti, utilizzando dove possibile dei numeri adimensionali per caratterizzare il sistema.
Viene imposto quindi al modello di assumere gli stessi valori dei numeri adimensionali considerati. In questa maniera ci si assicura che il modello e il sistema reale siano dinamicamente simili. Le equazioni che ne derivano sono dette "scaling laws".
L'uguaglianza di tutti i numeri adimensionali non è mai verificata nella pratica, ma può essere assunta per vera quando le condizioni a cui sono sottoposti il modello in scala e il sistema reale sono vicine.
La similitudine è difficile da raggiungere nel caso delle imbarcazioni, in quanto si hanno molte più variabili da tenere sotto controllo, relative a due domini differenti (l'acqua e l'aria): le forze del vento che agiscono sulla parte emersa, le forze idrodinamiche che agiscono sulla parte sommersa, e le onde che agiscono all'interfaccia (mobile) dei due domini. Nel caso invece di un sottomarino o di un velivolo, che sono contenuti in un unico dominio, la similitudine è raggiungibile con più facilità.

### Esempio
Consideriamo un modello di un sottomarino con scala 1:40. Il sistema reale opera in acqua a 0,5 °C ad una velocità di 5 m/s. Il modello è invece testato in acqua a 20 °C. Si richiede di ricavare la potenza da fornire al sottomarino per raggiungere la velocità richiesta.
Anzitutto si traccia il diagramma di corpo libero per stabilire l'entità delle forze agenti, e dalla teoria della meccanica del continuo è possibile ricavare le relazioni tra forza e velocità.
Le variabili che descrivono il sistema sono presentate nella tabella seguente:
| Variabile                                 | Sistema reale | Modello in scala | Unità di misura |
| ----------------------------------------- | ------------- | ---------------- | --------------- |
| L (diametro del sottomarino)              | 1             | 1/40             | (m)             |
| V (velocità)                              | 5             | calcolare        | (m/s)           |
| {\displaystyle \rho } (densità)           | 1028          | 998              | (kg/m3)         |
| {\displaystyle \mu } (viscosità dinamica) | 1.88x10^(-3)  | 1.00x10^(-3)     | Pa·s (N s/m2)   |
| F (forza)                                 | calcolare     | da misurare      | N (kg m/s2)     |
Questo problema presenta quindi 5 variabili indipendenti e 3 unità di misura fondamentali (metro, chilogrammo e secondo).
Sfruttando il teorema di Buckingham possiamo esprimere questo problema con 2 numeri adimensionali e una variabile indipendente.
Sfruttando l'analisi dimensionale, possiamo riarrangiare le unità di misura, raggruppandole in due gruppi adimensionali: il numero di Reynolds {\displaystyle Re} e il coefficiente di pressione {\displaystyle Cp}. Questi gruppi adimensionali contengono tutte le variabili tranne la forza {\displaystyle F}, che è la variabili da misurare nelle prove con il modello.
Possiamo scrivere le "scaling law" come segue:
| {\displaystyle R_{e}=\left({\frac {\rho VL}{\mu }}\right)}                         | {\displaystyle \Rightarrow } | {\displaystyle V_{modello}=V_{sistema-reale}\times \left({\frac {\rho _{a}}{\rho _{m}}}\right)\times \left({\frac {L_{a}}{L_{m}}}\right)\times \left({\frac {\mu _{m}}{\mu _{a}}}\right)}   |
| {\displaystyle C_{p}=\left({\frac {2\Delta P}{\rho V^{2}}}\right),F=\Delta PL^{2}} | {\displaystyle \Rightarrow } | {\displaystyle F_{sistema-reale}=F_{modello}\times \left({\frac {\rho _{a}}{\rho _{m}}}\right)\times \left({\frac {V_{a}}{V_{m}}}\right)^{2}\times \left({\frac {L_{a}}{L_{m}}}\right)^{2}} |
Ne deduciamo una velocità di prova:
{\displaystyle V_{modello}=V_{sistema-reale}\times 21.9}
La forza misurata dalla prova sul modello viene quindi "scalata" per ricavare la forza agente sul sistema reale:
{\displaystyle F_{sistema-reale}=F_{modello}\times 3.44}
La potenza {\displaystyle P_{sistema-reale}} richiesta dal sottomarino è quindi:
{\displaystyle P_{sistema-reale}[Ns/m^{2}]=F_{sistema-reale}\times V_{sistema-reale}=F_{modello}\times 17.2}